# Dicyema australis
Dicyema australis är en djurart som tillhör fylumet rhombozoer, och som beskrevs av Penschaszadeh 1968. Dicyema australis ingår i släktet Dicyema och familjen Dicyemidae. Inga underarter finns listade i Catalogue of Life.